# South Sioux City
South Sioux City is een plaats (city) in de Amerikaanse staat Nebraska, en valt bestuurlijk gezien onder Dakota County.

## Demografie
Bij de volkstelling in 2000 werd het aantal inwoners vastgesteld op 11.925. In 2006 is het aantal inwoners door het United States Census Bureau geschat op 12.137, een stijging van 212 (1,8%).

## Geografie
Volgens het United States Census Bureau beslaat de plaats een oppervlakte van 13,5 km², waarvan 12,7 km² land en 0,8 km² water.

## Plaatsen in de nabije omgeving
De onderstaande figuur toont nabijgelegen plaatsen in een straal van 16 km rond South Sioux City.